# Jean-Pierre Berger
Jean-Pierre Berger (* 1. Januar 1929 in Neuenburg; † 12. Februar 2018, heimatberechtigt in Neuenburg und Dompierre) war ein Schweizer Politiker (SVP).

## Biografie
Berger besuchte die Landwirtschaftsschule und spezialisierte sich dann auf den Obstbau.
Über die Berufsorganisationen stieg er in die Politik ein. Ab 1957 war er Mitglied der Union fruitière vaudoise, von 1969 bis 1996 der Schweizer Obstbaukommission, sowie des Schweizer Obstverbands. Zudem präsidierte er von 1964 bis 1990 die Chambre vaudoise d'agriculture.
Im Jahre 1972 wurde er in den Grossen Rat des Kantons Waadt gewählt und verblieb dort bis ins Jahr 1983. Zwei Jahre nach seinem Amtsantritt, also 1974, wurde er Gemeindepräsident von Dompierre und übte diese Funktion bis 1992 aus. Während der Jahre 1983 bis 1995 war Berger im Nationalrat.
Er trat von der Parteilinie ab, als er den Beitritt der Schweiz zur Europäischen Gemeinschaft (EG) befürwortete. Weiter war er Mitglied verschiedenster Kommissionen und engagierte sich vor allem bei der Mutterschaftsversicherung, der NEAT und der 10. AHV-Revision. Er war von 1991 bis 1996 Mitglied, davon 1994 bis 1995 Präsident, der Schweizer Delegation in der Parlamentarischen Versammlung des Europarates und absolvierte zahlreiche Missionen, vor allem in Osteuropa.
Ferner war Berger von 1991 bis 1997 Präsident der Fédération romande pour l'énergie und war von 1976 bis 1984 Mitglied des Synodalrats des Kantons Waadt.